# Operación Bernhard
La Operación Bernhard (en alemán, Aktion Bernhard) fue un plan de Tercer Reich para falsificar billetes de banco británicos. La estrategia inicial era dejar caer los billetes sobre el Reino Unido para provocar un colapso de la economía británica durante la Segunda Guerra Mundial. La primera fase fue ejecutada a principios de 1940 por el SD (Sicherheitsdienst) bajo el nombre en clave Unternehmen Andreas (Operación Andrés). La unidad duplicó con éxito el papel telado utilizado por los británicos, produjo bloques de grabado casi idénticos y dedujo el algoritmo empleado para crear el código de serie alfanumérico en cada billete. La unidad fue clausurada a principios de 1942 después de que su jefe Alfred Helmut Naujocks cayera en desgracia ante su oficial superior Reinhard Heydrich.
El plan fue reanudado más adelante en ese año; el objetivo se cambió a falsificar dinero para financiar las operaciones de inteligencia alemanas. En lugar de una unidad especializada dentro del SD, los prisioneros de campos de concentración nazis fueron seleccionados y enviados a Sachsenhausen para trabajos forzosos, dirigidos por el mayor Bernhard Krüger. La unidad produjo billetes británicos hasta mediados de 1945; las estimaciones varían según el número y el valor de las impresiones, desde £132.6 millones hasta £300 millones. Para cuando la unidad dejó de producir, habían perfeccionado la reproducción de los grabados artísticos de los dólares estadounidenses, aunque el papel y los números de serie aún se estaban analizando. El dinero falsificado era blanqueado con el intercambio de dinero y otros activos. Los billetes falsos de la operación se usaron para pagar al agente turco Elyesa Bazna, cuyo nombre en código era «Cicero», por su trabajo en la obtención de secretos británicos del embajador del Reino Unido en Ankara; además, unos £100 000 de la Operación Bernhard se usaron para conseguir información que ayudó a liberar al Duce Benito Mussolini en la Operación Roble en septiembre de 1943.
A principios de 1945, la unidad fue trasladada al campo de concentración de Mauthausen-Gusen en Austria, luego a la red de túneles Redl-Zipf y finalmente a Ebensee. Debido a una interpretación demasiado precisa de una orden alemana, los prisioneros no fueron ejecutados a su llegada; poco después fueron liberados por el Ejército de los Estados Unidos. Gran parte de la producción de la unidad se vertió en los lagos Toplitz y Grundlsee al final de la guerra, pero entró lo suficiente en circulación general hasta que el Banco de Inglaterra dejó de lanzar nuevos billetes y emitió un nuevo diseño después de la guerra. La operación ha sido dramatizada en la miniserie de comedia dramática Private Schulz de la BBC y en la película Los falsificadores (Die Fälscher) de 2007.

## Contexto

### Papel moneda británico

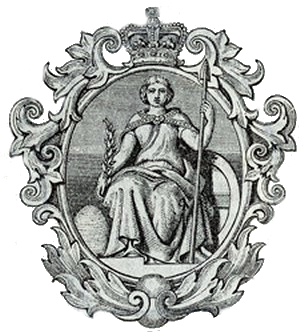
Viñeta alegórica de Britania que aparecía en la parte superior izquierda de los billetes británicos.

Los diseños utilizados en el papel moneda británico al comienzo de la Segunda Guerra Mundial se introdujeron en 1855 y solo se modificaron ligeramente durante los siguientes años. Los billetes estaban hechos de papel telado blanco, con impresión en negro a un lado y mostraban un grabado alegórico de Britania, por Daniel Maclise de la Real Academia de Artes, en la esquina superior izquierda. El billete de £5, también conocido como White Fiver, medía 711⁄16 in × 4 11⁄16 in (195 mm × 120 mm), mientras que el tamaño de los de £10, £20 y £50 eran de 81⁄4 in × 5 1⁄4 in (210 mm × 133 mm).
Los billetes tenían ciento cincuenta marcas menores que actuaban como elementos de seguridad para identificar falsificaciones. Muchas veces se suponía que eran errores de impresión y se modificaban entre los números de los billetes. Cada uno llevaba una designación de serie alfanumérica y la firma del cajero en jefe (Chief Cashier) del Banco de Inglaterra. Antes de que el banco central británico emitiera algún billete, los números de serie eran registraron en libros mayores para que el banco pudiera verificar sus pasivos; estos números eran verificados cuando los billetes volvían a circular por el banco.
Había una marca de agua en el centro de cada billete; difería según el valor de la moneda y la designación de serie alfanumérica utilizada. Según John Keyworth, conservador del Museo del Banco de Inglaterra, dado que el papel moneda nunca se había falsificado con éxito, el banco central «se mostró un poco complaciente con el diseño [y producción] de sus billetes»; lo describió como «tecnológicamente [...] muy simple».

### Orígenes del plan
En una reunión celebrada el 18 de septiembre de 1939, Arthur Nebe, jefe de la RKPA, el departamento central de investigación criminal del Tercer Reich, presentó una propuesta para utilizar falsificadores conocidos para duplicar el papel moneda británico. Los billetes falsos, que ascendían a £ 30 mil millones, se dejarían caer sobre el Reino Unido, causando un colapso financiero y la pérdida de su estatus de moneda global. Reinhard Heydrich, oficial superior de Nebe, le gustó el plan, pero no estaba seguro de usar los archivos policiales para encontrar a las personas disponibles. Joseph Goebbels, ministro de Propaganda, lo describió como «un plan grotesco» (Plan einen grotesken), aunque vio que tenía potencial. La principal objeción provino de Walther Funk, ministro de Asuntos Económicos, quien dijo que violaría el derecho internacional. El Führer Adolf Hitler dio la aprobación final para que la operación prosiguiera.
Aunque se suponía que la discusión era secreta, en noviembre de 1939, Michael Palairet, embajador británico en Grecia, se reunió con un emigrado ruso que le dio todos los detalles del plan discutido en la reunión del 18 de septiembre; según el informe del individuo, el plan se titulaba «Ofensiva contra la libra esterlina y la destrucción de su posición como moneda global». Palairet envió la información a Londres, que alertó al Departamento del Tesoro de los Estados Unidos y al Banco de Inglaterra. Aunque el banco central consideró que las medidas de seguridad existentes eran suficientes, en 1940 lanzó un billete azul de emergencia de £1, que tenía un hilo de seguridad de metal insertado en el papel. También prohibió la importación de billetes de libra durante la guerra en 1943, dejó de producir nuevos billetes de £5 y advirtió al público sobre el peligro de la moneda falsificada.

### Operación Andrés
Al recibir el visto bueno de Hitler, Heydrich abrió una unidad de falsificación bajo el título operativo Unternehmen Andreas (Operación Andrés). La orden de Heydrich de establecer la unidad declaró que:

No se trata de una falsificación o duplicación en el sentido habitual, sino de la producción autorizada de facsímiles. Los billetes deben ser una copia tan perfecta del original que incluso los expertos en billetes más experimentados no puedan notar la diferencia.

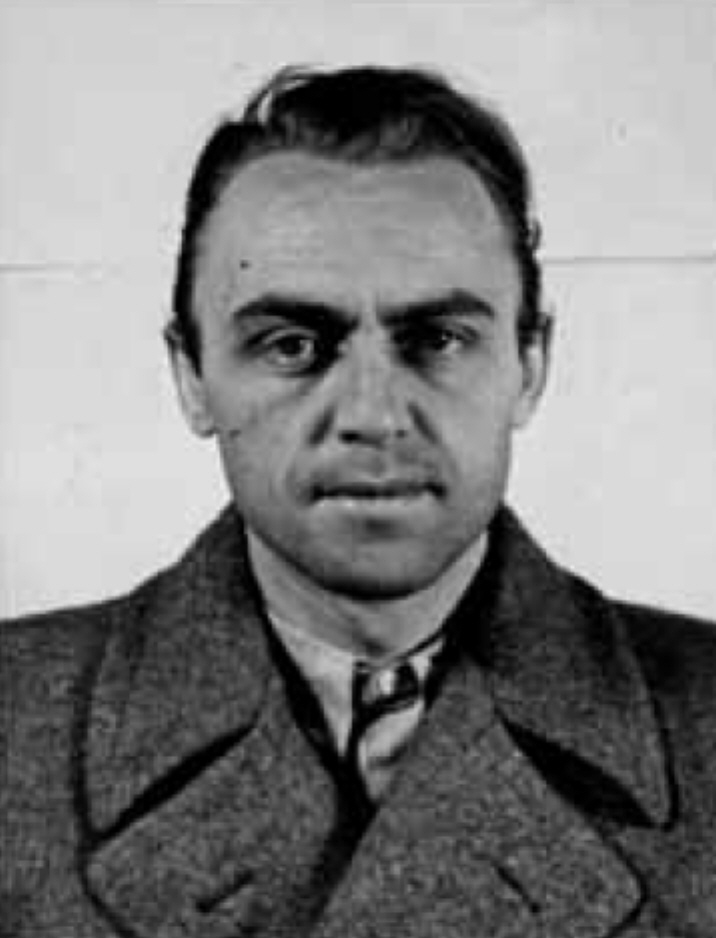
Alfred Naujocks, supervisor de la Operación Andrés.

A principios de 1940, la unidad de falsificación se estableció en Berlín dentro del departamento técnico del SD (Sicherheitsdienst), encabezada por Alfred Helmut Naujocks, un mayor de la organización militar, política, policial y penitenciaria SS (Schutzstaffel). El control operativo diario estuvo bajo los auspicios de su director técnico, Albert Langer, un matemático y descifrador de códigos. Ambos se dividieron la tarea en tres etapas: producir papel idéntico, preparar planchas de impresión para los billetes británicos duplicados y reproducir el sistema de numeración de serie británico.
Los alemanes decidieron concentrarse en los billetes con el mayor número en circulación, los de £5. Se enviaron muestras de billetes británicos a colegios técnicos para su análisis, que informaron que era papel telado sin celulosa añadida. Naujocks y Langer se dieron cuenta de que el papel tendría que ser hecho a mano. El color de las primeras muestras difería del original, ya que habían usado fibras de algodón nuevos. Después de las pruebas en la fábrica de papel Hahnemühle, los talleres locales usaron las fibras y las limpiaron antes de usarlas para hacer el papel; los colores de los billetes falsos y originales coincidieron. Cuando se produjeron las muestras de papel iniciales, en una fábrica en Spechthausen, se veían idénticos a las billetes británicos a luz normal, pero eran opacos con luz ultravioleta, en comparación con los originales. Langer supuso que se debía a la composición química del agua utilizada para hacer el papel y la tinta. Replicó el equilibrio químico del agua británica para que los colores coincidieran.
Para romper la disposición codificada del número de serie alfanumérico, Langer trabajó con expertos bancarios y examinó registros de moneda de los veinte años anteriores para replicar el orden correcto. La Operación Andrés no dejó registros y no se conoce el método de cómo los alemanes identificaron las secuencias correctas; el historiador del papel Peter Bower afirmó que es posible que se hayan utilizado técnicas adaptadas de las utilizadas en el criptoanálisis para reconocer las secuencias. Los grabadores alemanes que trabajaban en las placas de grabado se afanaron por reproducir la viñeta de Britania, a la que apodaron Bloody Britannia porque era muy difícil. Después de siete meses, los falsificadores terminaron lo que pensaban que era una copia perfecta, aunque Kenworthy afirmó que los ojos de la figura eran incorrectos.
A finales de 1940, Naujocks fue destituido de su cargo después de caer en desgracia ante Heydrich. La unidad de falsificación continuó dirigida por Langer antes de irse a principios de 1942, momento en el que se cerró; posteriormente declaró, que durante dieciocho meses, la unidad había producido alrededor de £3 millones en billetes falsos; el historiador Anthony Pirie puso la cifra en £500 000. La mayor parte de la moneda producida en la Operación Andrés nunca se usó.

## Resurgimiento por Krüger

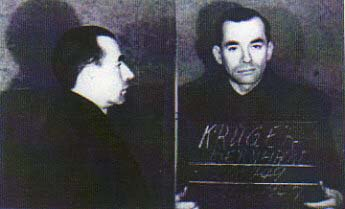
Bernhard Krüger, fotografiado después de su captura en 1946.

En julio de 1942, tras los cambios en el objetivo del plan, Heinrich Himmler revivió la operación. Mientras que la estrategia original era provocar el colapso de la economía británica dejando caer los billetes sobre el Reino Unido, la nueva intención de Himmler era utilizar el dinero falsificado para financiar las operaciones de inteligencia alemanas. Los servicios de seguridad bajo su control estaban mal financiados y el dinero falsificado se utilizó para cubrir el déficit financiero en los ingresos del Reichsbank.
Bernhard Krüger, oficial de las SS, reemplazó a Naujocks; al buscar en las oficinas que usaba diariamente la Operación Andrés, encontró las placas de grabado de cobre y la maquinaria, aunque algunas de las gasas de alambre utilizadas para hacer las marcas de agua estaban dobladas. Se le ordenó usar prisioneros judíos de los campos de concentración nazis y establecer su unidad en los bloques 18 y 19 en Sachsenhausen. Los bloques fueron aislados del resto del campamento por cercas de alambre de púas adicionales y fue asignada una unidad SS-Totenkopfverbände como guardia.
Krüger visitó varios otros campos de concentración para reunir a las personas que necesitaba, principalmente seleccionó a aquellos con habilidades en dibujo, grabado, impresión y banca. En septiembre de 1942, los primeros veintiséis prisioneros de la Operación Bernhard llegaron a Sachsenhausen; se les unieron ochenta más en diciembre. Cuando Krüger se reunió con ellos, los llamó con el pronombre formal y cortés Sie, en lugar del du más degradante, que normalmente se usaba cuando los nazis hablaban con un judío. Varios de los prisioneros seleccionados informaron más tarde que Krüger los había entrevistado para el rol y los trató con cortesía y buenos modales. También le proporcionó cigarrillos, periódicos, raciones adicionales y una radio. Los prisioneros tenían una mesa de ping pong y jugaban con los guardias y entre ellos; además, celebraban noches de teatro de aficionados, organizadas por los prisioneros, con una audiencia mixta de guardias y falsificadores; Krüger llevó músicos para números musicales.

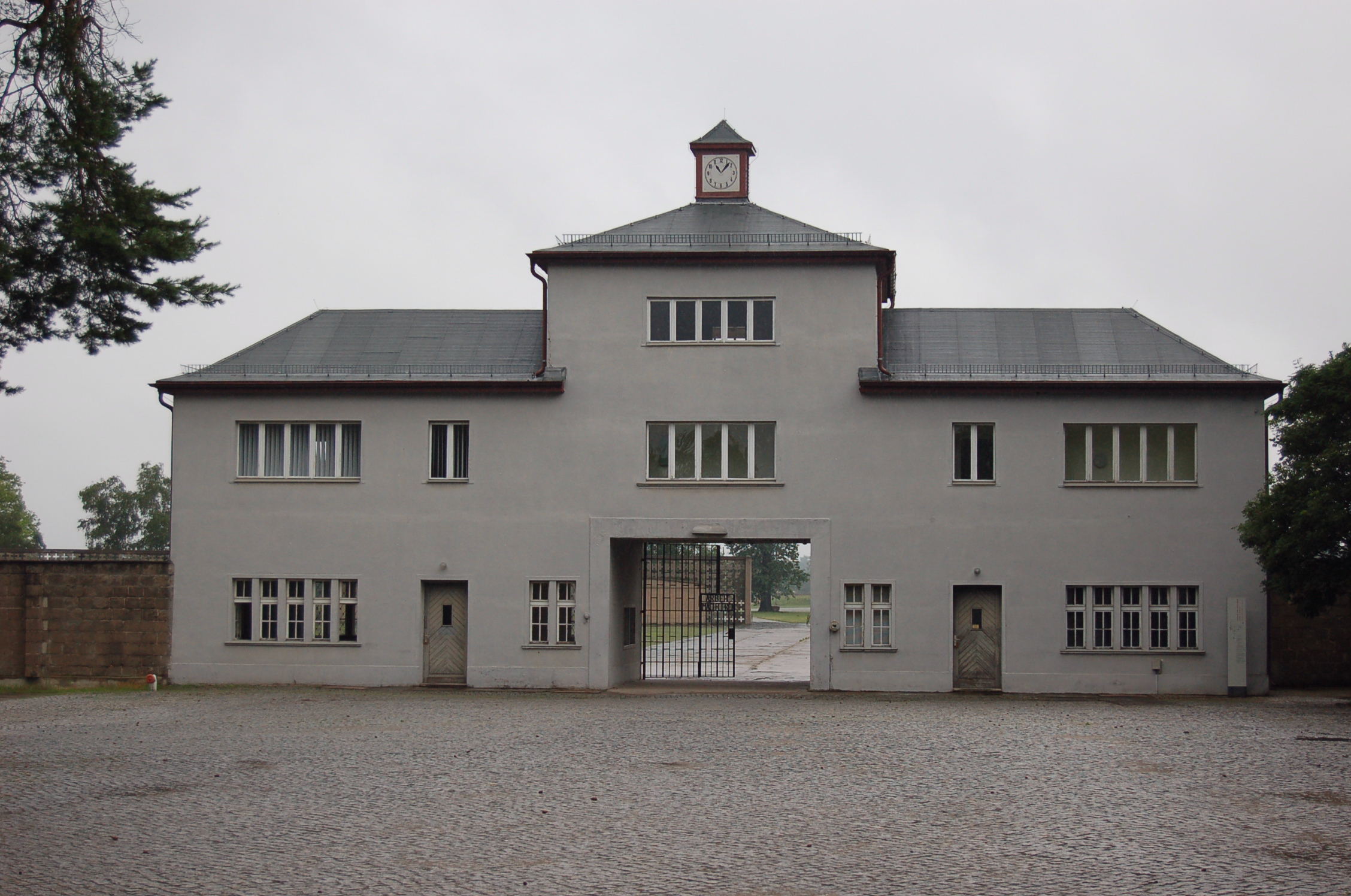
Entrada al campo de concentración de Sachsenhausen, donde operaban los falsificadores.

El equipo de impresión también se entregó en diciembre y, desde Hahnemühle, enviaron 12 000 hojas de papel para billetes al mes; era lo suficientemente grande como para imprimir cuatro billetes en cada hoja. La producción de moneda falsa comenzó en enero de 1943; tardó un año en volver a los niveles alcanzados en la Operación Andrés.
Cada sección del proceso era supervisada por uno de los prisioneros y las operaciones diarias estuvieron a cargo de Oscar Stein, un exgerente de oficina y contador. Dos turnos de doce horas aseguraron una producción continua, con alrededor de ciento cuarenta prisioneros trabajando. Las hojas impresas, cada una con cuatro billetes, eran secadas y recortadas con una regla de acero; los bordes quedaban ásperos para imitar el acabado de los billetes británicos. La operación alcanzó su punto máximo entre mediados de 1943 y mediados de 1944, con aproximadamente 65 000 billetes producidos al mes a partir de seis prensas de impresión con plataforma.
Para dar un aspecto usado a los billetes, entre cuarenta y cincuenta prisioneros hacían dos colas y se pasaban los billetes entre ellos para acumular suciedad, sudor y desgaste general. Algunos doblaban una y otra vez las falsificaciones, otros perforaron las esquinas para simular que un empleado del banco había recogido paquetes de billetes. Se escribían algunos nombres y direcciones británicas en el reverso, como sucedía con algunos billetes de Inglaterra, y los números se colocaban al frente, duplicando la acción de un cajero de banco para marcar el valor de un paquete. Se introdujeron cuatro grados de calidad para las falsificaciones: grado 1 era la más alta calidad —para ser utilizado en países neutrales y por espías nazis—, grado 2 para pagar a los colaboradores, grado 3 para billetes que posiblemente se dejarían caer sobre el Reino Unido y grado 4 eran billetes demasiado defectuosos para ser de utilidad y fueron destruidos. Las autoridades nazis estaban tan satisfechas con los resultados de la operación que doce prisioneros, tres de ellos judíos, recibieron la Medalla al Mérito de Guerra, mientras que seis de los guardias recibieron la Cruz al Mérito de Guerra de segunda clase.

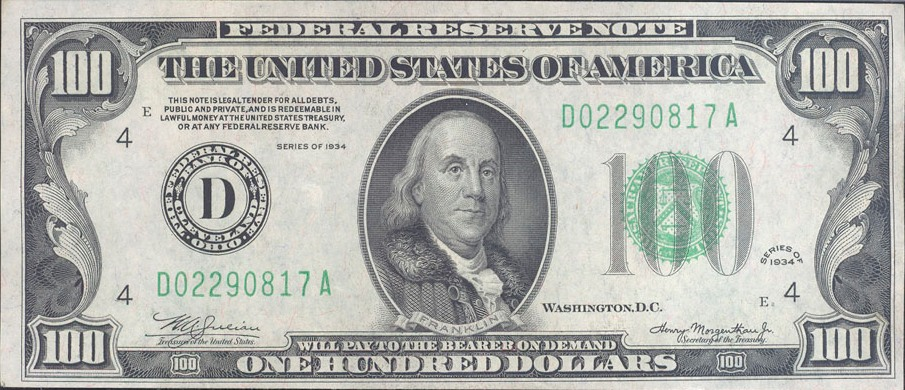
Billete de $100 (anverso de la serie de 1934), considerado más difícil de duplicar debido al compleja grabado.

En mayo de 1944, el general Ernst Kaltenbrunner, de la Oficina Central de Seguridad del Reich (Reichssicherheitshauptamt), ordenó que la unidad de falsificación iniciara la duplicación de dólares estadounidenses. El trabajo artístico en los billetes era más complejo que el de la moneda británica y causó problemas a los falsificadores. Otros desafíos adicionales a los que se enfrentaron fueron el papel, que contenía hilos de seda diminutos, y el proceso de impresión a talla dulce, que agregaba pequeñas rugosidades al papel.
Los prisioneros se dieron cuenta de que si lograban falsificar los dólares, sus vidas ya no estarían salvaguardadas por la labor que estaban realizando, por lo que frenaron su progreso tanto como pudieron. Según el periodista Lawrence Malkin, los prisioneros consideraron que esto tenía la aprobación tácita de Krüger, quien enfrentaría la responsabilidad de primera mano si terminaba la Operación Bernhard. En agosto de 1944, Salomon Smolianoff, un falsificador convicto y también de origen judío, fue agregado al equipo de producción en Sachsenhausen para asistir a la reproducción de dólares estadounidenses, aunque también ayudó en el control de calidad de los billetes. Los prisioneros judíos que trabajaban en la operación en ese momento se quejaron ante Krüger de tener que trabajar con un criminal, por lo que le dieron su propia habitación para dormir.
Las prisioneros habían duplicado el reverso del dólar a finales de 1944 y el anverso en enero de 1945. Se produjeron veinte muestras del billete de $100, sin el número de serie, cuyo algoritmo aún se estaba examinando, y fueron entregados a Himmler y expertos bancarios. La calidad del grabado y la impresión se consideró excelente, aunque el papel utilizado era técnicamente inferior a los billetes genuinos.

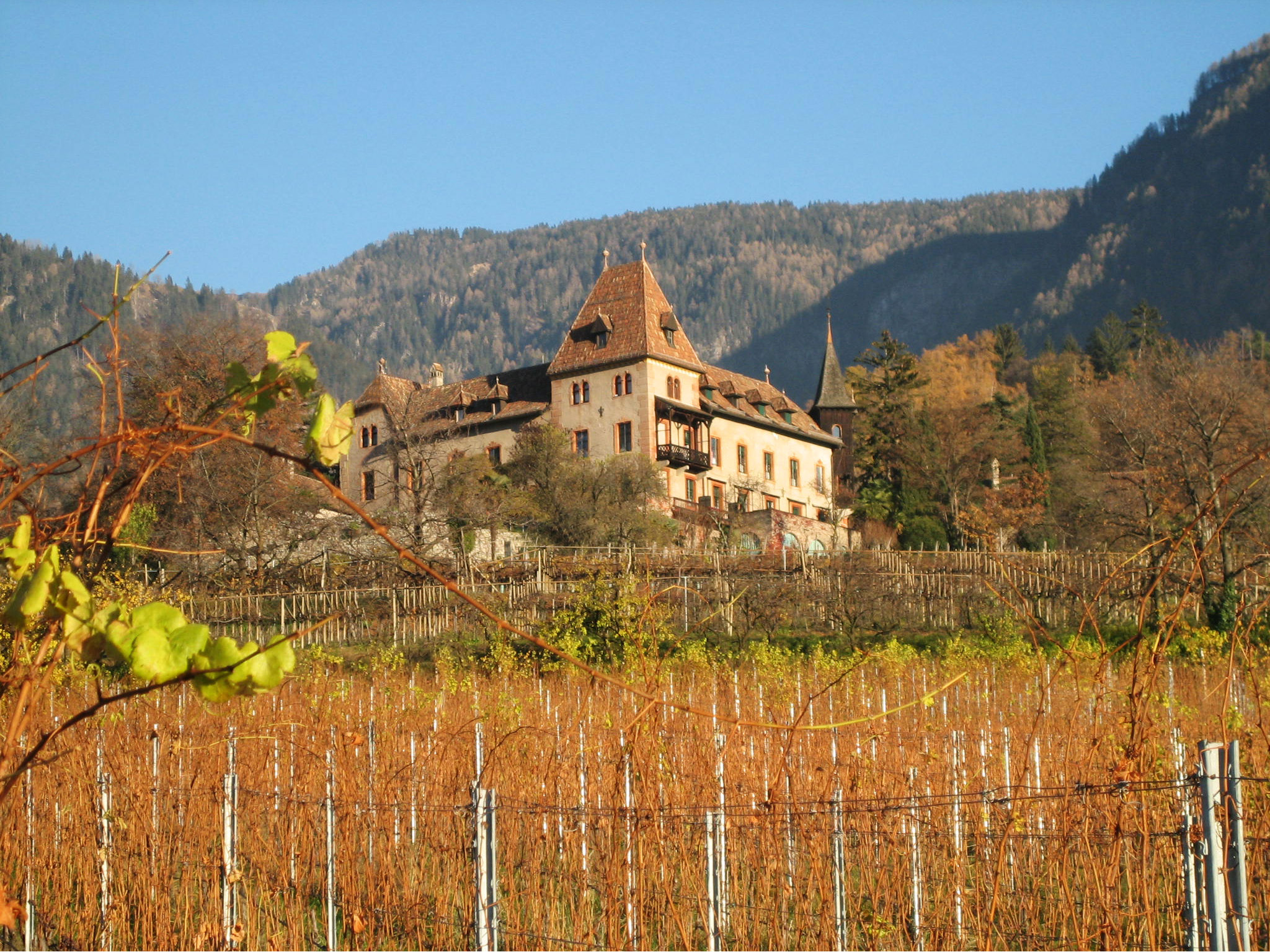
Castillo Labers, instalación administrada por las SS donde se almacenó el dinero falso.

El dinero falsificado era transportado desde Sachsenhausen al castillo de Labers, una instalación operada por las SS en el Tirol del Sur. Fue sometido a una operación de lavado de dinero dirigida por Friedrich Schwend, quien había estado administrando una moneda ilegal y un negocio de contrabando desde la década de 1930. Negoció un acuerdo por el que recibiría el 33.3 % del dinero lavado; sus agentes que realizaban el trabajo recibían el 25 %, en concepto de pago a ellos y sus subagentes, y dejaban el 8.3 % para gastos. Reclutó a «vendedores» en varios territorios y construyó una red de cincuenta agentes y subagentes; algunos de ellos eran judíos, seleccionados deliberadamente porque había menos posibilidades de que las autoridades consideraran que estaban trabajando para los nazis. Informaba a sus agentes que el dinero había sido incautado de los bancos de los países ocupados.
Las SS dieros dos objetivos a Schwend: cambiar el dinero falsificado por francos suizos genuinos o dólares estadounidenses y colaborar con la financiación de operaciones especiales, como la compra de armas en el mercado negro de los partisanos yugoslavos para venderlas a grupos pronazis en los Balcanes. También se hicieron arreglos para pagar con moneda falsificada al agente turco Elyesa Bazna —nombre en clave «Cicero»— por su trabajo en la obtención de secretos del embajador británico en Ankara. Se usaron billetes falsos con un valor nominal de £100 000 en la obtención de información para ayudar a liberar al Duce Benito Mussolini en la Operación Roble en septiembre de 1943.

## Etapas finales de la guerra

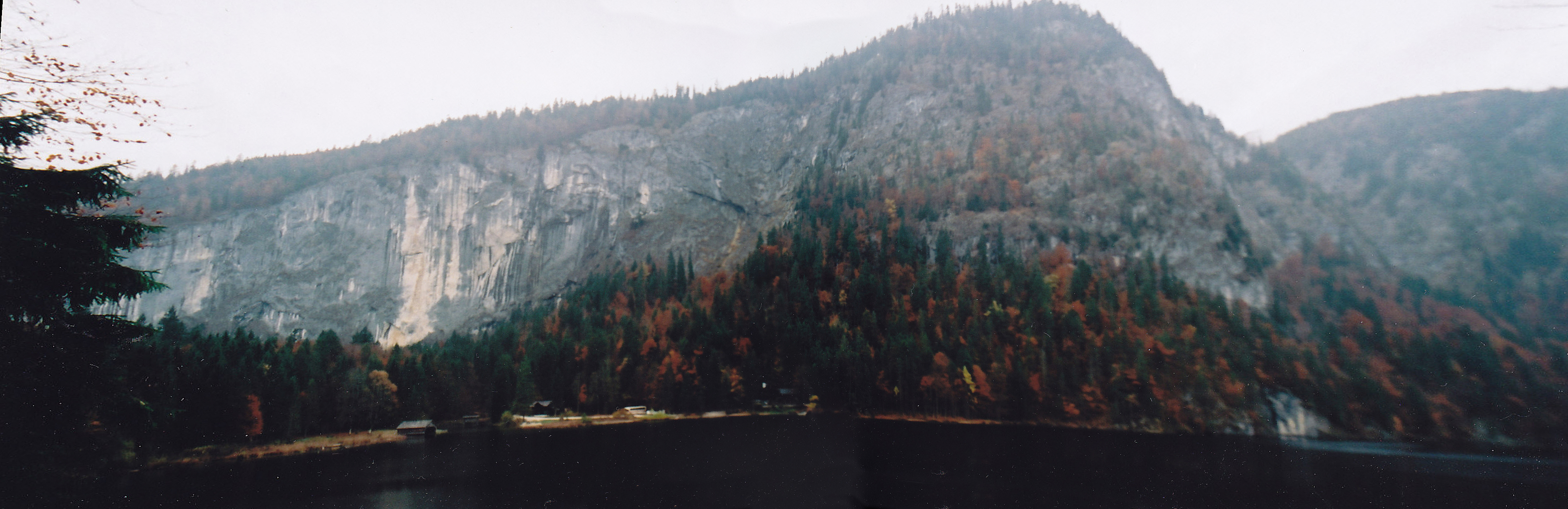
Lago Toplitz (Austria), donde las SS arrojaron equipos de impresión y parte de la moneda.

Entre finales de febrero y principios de marzo de 1945, con el avance de los ejércitos aliados, cesó toda producción de billetes en Sachsenhausen. El equipo y los suministros fueron embalados y transportados, con los prisioneros, al campo de concentración de Mauthausen-Gusen en Austria, llegando el 12 de marzo. Poco después, Krüger organizó una nueva transferencia a la red de túneles Redl-Zipf, donde se reiniciaría la producción. Este mandato de reanudar la operación pronto fue anulado y se ordenó a los prisioneros que destruyeran las cajas de dinero que tenían con ellos. Lo que no fue quemado por los prisioneros fue cargado en camiones con el equipo de impresión y hundido en los lagos Toplitz y Grundlsee.
A principios de mayo, la Operación Bernhard había cerrado oficialmente y los prisioneros fueron transportados desde las cuevas hasta el cercano campo de concentración de Ebensee. Fueron divididos en tres grupos y fueron llevados en camión al campamento. Se había emitido una orden de matarlos, pero una vez que estuviesen juntos en Ebensee. El camión entregó los dos primeros grupos al campo de concentración, donde los prisioneros fueron alojados por separado de la población general del reclusos. En el tercer viaje, el vehículo se averió después de haber recogido al último grupo; tomó dos días en llevarlos al campamento. Como la orden de que los prisioneros debían ser asesinados juntos, los dos primeros grupos estuvieron salvo en espera de sus compañeros. Debido a la demora con el tercer viaje y la proximidad del avance del ejército aliado, el 5 de mayo los dos primeros grupos fueron liberados de su aislamiento en la población general y sus guardias de las SS huyeron. Esa tarde el tercer grupo llegó al campamento; cuando los guardias se enteraron de lo que les había sucedido a los dos primeros grupos, también soltaron a sus reclusos en la población carcelaria principal y huyeron. Los estadounidenses llegaron al día siguiente y liberaron el campo.
Las estimaciones del número y el valor de los billetes impresos durante la Operación Bernhard varían de un monto de £132 610 945, de los que £10 368 445 fueron enviados a la Oficina Central de Seguridad del Reich, hasta £300 millones, de los que £125 millones fueron billetes útiles.

## Consecuencias y legado
Krüger se escondió en su casa hasta noviembre de 1946 cuando se entregó a las autoridades británicas. Falsificar moneda de un enemigo no era crimen de guerra, por lo que no enfrentó cargos. Estuvo detenido hasta principios de 1947, cuando fue entregado a los franceses. Intentaron persuadirlo para que falsificara pasaportes para ellos, pero él se negó; fue liberado en noviembre de 1948. Se sometió a un proceso de desnazificación, en el cual se produjeron declaraciones de los presos falsificadores cuyas vidas había sido responsable de salvar. Más tarde trabajó para la compañía papelera Hahnemühle. En 1965, el escritor comunista alemán oriental Julius Mader publicó Der Banditenschatz, una diatriba contra el gobierno de Alemania Occidental por albergar a Krüger.
Schwend acumuló una fortuna con la Operación Bernhard. Capturado por las fuerzas estadounidenses en junio de 1945, intentaron usarlo para establecer una red de contrainteligencia en Alemania: la Organización Gehlen. Cuando descubrieron su intento de defraudar a la red, huyó al Perú. Aunque periódicamente actuaba como informante para la inteligencia peruana, fue detenido por contrabando de divisas y venta de secretos de Estado. Tras una condena de dos años de prisión, fue deportado a Alemania Occidental, donde fue juzgado por un asesinato en tiempos de guerra en 1979; recibió una suspensión de sentencia por homicidio involuntario.
En el lago Toplitz se han realizado varias búsquedas a gran escala. En 1958, una expedición localizó varias cajas de dinero falsificado de la Operación Bernhard y un libro que detallaba el sistema de numeración del Banco de Inglaterra. Tras la muerte de un buzo en el lago en 1963 —sus dos compañeros eran «un ex agente secreto nazi y [...] un hombre de negocios alemán implicado en un caso de monedas de oro falsificadas»—, el Gobierno austríaco se comprometió a una búsqueda de un mes en el lago, durante la cual recuperaron más cajas de billetes. El zoólogo Hans Fricke del Instituto Max Planck buscó en el fondo del lago por varios años investigando vida acuática inusual; en 1989 llevó a Krüger en un minisubmarino en uno de sus viajes de exploración. En 2000, se usó para inspeccionar el fondo del lago el sumergible empleado en la búsqueda de los restos del RMS Titanic y se recuperaron varias cajas de billetes, presenciadas por Adolf Burger, un exprisionero involucrado en la operación de falsificación.
Al ver la calidad de los billetes, un funcionario bancario los describió como «los más peligrosos nunca antes vistos»; la marca de agua era el recurso más confiable para detectar las falsificaciones. Los billetes falsos por valor de £15-20 millones estuvieron en circulación general al final de la guerra. Con tal volumen, en abril de 1943 el Banco de Inglaterra dejó de lanzar los billetes de £10 y denominaciones superiores. En febrero de 1957 se emitió un nuevo billete de £5, con tono azul en ambos lados y «basado en cambios sutiles de color y grabado detallado mecánico» por seguridad. También se reintrodujeron otras denominaciones: la de £10 en febrero de 1964, £20 en julio de 1970 y £50 en marzo de 1981.
El Tilhas Tizig Gesheften, un pequeño grupo formado por la Brigada Judía del Ejército Británico, obtuvo un suministro de libras falsificadas de Jaacov Levy, uno de los agentes de lavado de dinero de Schwend. Los billetes falsos se usaron para comprar equipo y llevar a desplazados a Palestina, desafiando el bloqueo británico del territorio.

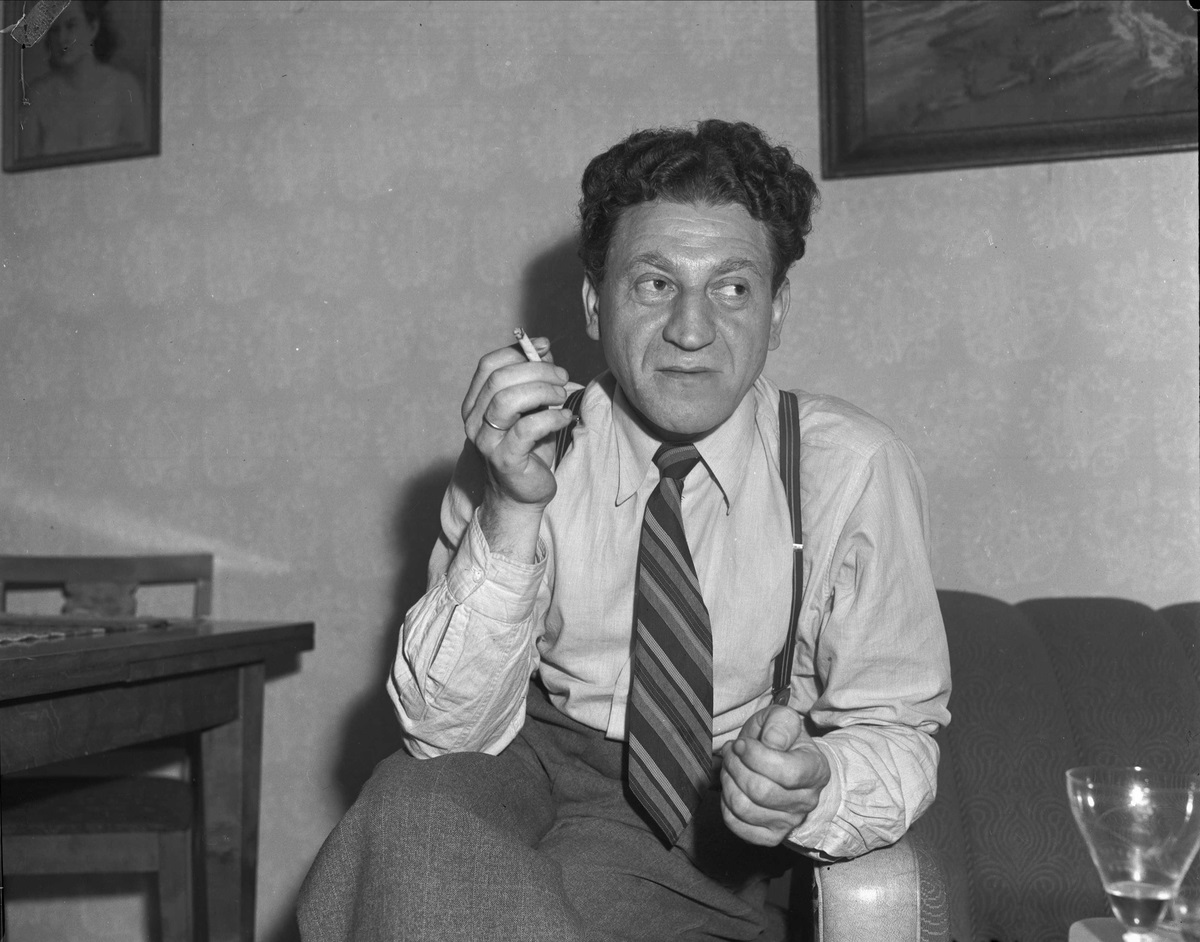
Moritz Nachtstern publicó sus memorias de su tiempo como tipógrafo forzado a trabajar en la operación en Sachsenhausen.

Varios exprisioneros han publicado sus memorias, como el relato noruego Falskmynter i blokk 19 (1949) de Moritz Nachtstern y el alemán Des Teufels Werkstatt (1983) de Adolf Burger. También se han publicado varias historias sobre la operación. En 1981, se transmitió en la BBC una versión ficticia de la Operación Bernhard, la comedia dramática Private Schulz; fue protagonizada por Michael Elphick e Ian Richardson. En 2007, se estrenó una adaptación cinematográfica de las memorias de Burger, Los falsificadores (Die Fälscher), que cuenta la historia de Salomon Sorowitsch, un personaje libremente basado en las vidas de Smolianoff y Burger. La película ganó el premio Óscar a la mejor película en lengua extranjera en los 80.º Premios de la Academia.
Es política del Banco de Inglaterra canjear los billetes retirados por la moneda actual al valor nominal que se muestra en el billete, a excepción de la moneda falsificada. Ejemplares de moneda de la Operación Bernhard han salido a subasta y se han vendido por medio de distribuidores por un valor nominal más alto que el original de £5. También hay especímenes de estos billetes en el Museo del Banco Nacional de Bélgica y el Museo del Banco de Inglaterra.